# NGC 7038
NGC 7038 (другие обозначения — PGC 66414, ESO 286-79, FAIR 960, AM 2111-472, IRAS21117-4725) — спиральная галактика с перемычкой (SBc) в созвездии Индеец.
Этот объект входит в число перечисленных в оригинальной редакции «Нового общего каталога».
В галактике вспыхнула сверхновая SN 2010dx типа II, её пиковая видимая звездная величина составила 17,4.